# Phlogophora latifascia
Phlogophora latifascia là một loài bướm đêm trong họ Noctuidae.